# Demanufacture
Demanufacture je drugi studijski album američkog metal sastava Fear Factory, objavljen 13. lipnja 1995. godine.

## O albumu
To je njihov prvi album s novim basistom Christianom Wolbersom. Mnogi ga smatraju njihovim najboljim uratkom, te heavy metal klasikom. U Australiji je dobio zlatnu, a u UK-u srebrnu nakladu.
Demanufacture je konceptualni album o čovjekovoj borbi protiv strojeva, a svaka pjesma je jedno poglavlje u životu. Članovi sastava su izjavili da im je inspiracija bio film Terminator. Prve četiri pjesme s albuma našle su se i na kompilaciji The Best of Fear Factory, a pjesma "Zero Signal" je korištena u filmu Mortal Kombat.

## Popis pjesama
| 1.    | »Demanufacture«                                  | 4:13 |
| 2.    | »Self Bias Resistor«                             | 5:12 |
| 3.    | »Zero Signal«                                    | 5:57 |
| 4.    | »Replica«                                        | 3:56 |
| 5.    | »New Breed«                                      | 2:49 |
| 6.    | »Dog Day Sunrise« (obrada pjesme Head of Davida) | 4:45 |
| 7.    | »Body Hammer«                                    | 5:05 |
| 8.    | »Flashpoint«                                     | 2:53 |
| 9.    | »H-K (Hunter-Killer)«                            | 5:17 |
| 10.   | »Pisschrist«                                     | 5:25 |
| 11.   | »A Therapy for Pain«                             | 9:43 |
| 55:12 |                                                  |      |